# Watsonville (Kalifornia)
Watsonville város az Amerikai Egyesült Államok Kalifornia államában, Santa Cruz megyében. Lakosainak száma 52 590 fő (2020. április 1.).

## Népesség
A település népességének változása:

| 2010 | 51 199 |
| 2020 | 52 590 |